# Черноморская улица (Казань)
Черноморская улица (тат. Кара диңгез урамы, Qara diñgez uramı) — небольшая улица в Московском районе Казани. 

## География
Начинаясь от проспекта Ибрагимова, заканчивается пересечением с улицей Абсалямова.

## История
Улица возникла не позднее 1920-х годов на территории Савиновской стройки, и первоначально имела название 3-я Савиновская улица, по местности, в которой находится. Во второй половине 1930-х годов улице было присвоено современное название. На 1939 год на улице имелось около 65 домовладений: №№ 1/2–57 по нечётной стороне и №№ 2/18–14, 18–30а, 34, 40/8–52/20, 60/6–78/5 по чётной.
К середине 1950-х Черноморская была одной из самых длинных улиц посёлка — её длина составляла 1,2 км; начинаясь от улицы Короленко, она пересекалась с улицами Динамовская, Лермонтова, Совхозная, Парковая, Уральская, Бакинская, 9 Января, Меридианная, Руставели, и заканчивалась пересечением с Мирной улицей.
Первоначально имевшая индивидуальную малоэтажную жилую застройку улица начала застраиваться многоэтажными жилыми домами; в начале 1970-х дома в начале улицы были снесены и попали под застройку квартала № 56 Ленинского района; четыре дома стоявшие вдоль внутриквартального проезда, находившегося на 150 метров южнее снесённого участка улицы, получили адресацию по Черноморской улице. Оставшаяся частная застройка была снесена во время программы ликвидации ветхого жилья в Казани, проводившейся с 1996 по 2004 год, попав под застройку квартала № 65 Ново-Савиновского района; на отрезке между улицами Мусина и Короленко улица перестала существовать.
После вхождения Савиновской стройки в состав Казани административно относилась к 6-й части города; после введения в городе административных районов относилась к Заречному (с 1931 года Пролетарскому, до 1934), Ленинскому (1934–1994) и Московскому (с 1994 года) районам.

## Примечательные здания и сооружения
- № 3 (стр. номер № 56-51) — жилой дом издательства Татарского обкома КПСС.[19] В этом доме располагается почтовое отделение 420066.[20]
- № 9 — жилой дом треста № 5.[21]

## Транспорт
В 1960-е годы через участок улицы проходил автобусный маршрут № 11 («площадь Куйбышева» — «Савиново»). В настоящее время общественный транспорт по улице не ходит.  Ближайшие остановки общественного транспорта: «ТРК „Тандем“» (проспект Ибрагимова, автобус), «метро „Козья слобода“» (Чистопольская улица, автобус, троллейбус); ближайшая трамвайная линия находится на проспекте Ямашева. Ближайшая станция метро — «Козья слобода».

## Известные жители
В доме № 11 проживал Герой Социалистического Труда Раис Загидуллин.